# واسون رينتيريا
واسون ليباردو رينتيريا كويستا (بالإسبانية: Wason Rentería)‏ (مواليد 4 يوليو 1985 في كيبدو) لاعب كرة قدم كولومبي دولي يجيد اللعب في خط الهجوم . يلعب حاليا لصالح نادي بورتو البرتغالي منذ 2007 .

## روابط خارجية
- واسون رينتيريا على موقع الاتحاد الدولي (مؤرشف)  (الإنجليزية)
- واسون رينتيريا على موقع قاعدة بيانات كرة القدم.إي يو (الإنجليزية)
- واسون رينتيريا على موقع ناشيونال فوتبول تيمز (الإنجليزية)
- واسون رينتيريا على موقع Soccerway.com (الإنجليزية)
- واسون رينتيريا على موقع عالم كرة القدم.نت (الإنجليزية)
- واسون رينتيريا على موقع كووورة
- واسون رينتيريا على موقع AS.com (الإسبانية)